# Thompsonville (Illinois)
Thompsonville és una població dels Estats Units a l'estat d'Illinois. Segons el cens del 2000 tenia 571 habitants.

## Demografia
Segons el cens del 2000, Thompsonville tenia 571 habitants, 222 habitatges, i 166 famílies. La densitat de població era de 107,5 habitants/km².
Dels 222 habitatges en un 32,9% hi vivien nens de menys de 18 anys, en un 61,3% hi vivien parelles casades, en un 10,8% dones solteres, i en un 25,2% no eren unitats familiars. En el 21,2% dels habitatges hi vivien persones soles el 9% de les quals corresponia a persones de 65 anys o més que vivien soles. El nombre mitjà de persones vivint en cada habitatge era de 2,57 i el nombre mitjà de persones que vivien en cada família era de 2,96.
Per edats la població es repartia de la següent manera: un 23,5% tenia menys de 18 anys, un 9,8% entre 18 i 24, un 31% entre 25 i 44, un 20,5% de 45 a 60 i un 15,2% 65 anys o més.
L'edat mediana era de 38 anys. Per cada 100 dones de 18 o més anys hi havia 94,2 homes.
La renda mediana per habitatge era de 30.500 $ i la renda mediana per família de 33.750 $. Els homes tenien una renda mediana de 25.563 $ mentre que les dones 17.656 $. La renda per capita de la població era de 13.327 $. Aproximadament el 14% de les famílies i el 17,8% de la població estaven per davall del llindar de pobresa.

## Poblacions més properes
El següent diagrama mostra les poblacions més properes.